# Franz von Lisola
Franz Paul Lisola (frz. François-Paul de Lisola; seit 1659 Reichsfreiherr von; * 22. August 1613 in Salins-les-Bains, Franche-Comté; † 19. Dezember 1674 in Wien) war ein Diplomat in kaiserlich-habsburgischen Diensten und politischer Publizist, der vor allem durch seine antifranzösische Haltung bekannt wurde.

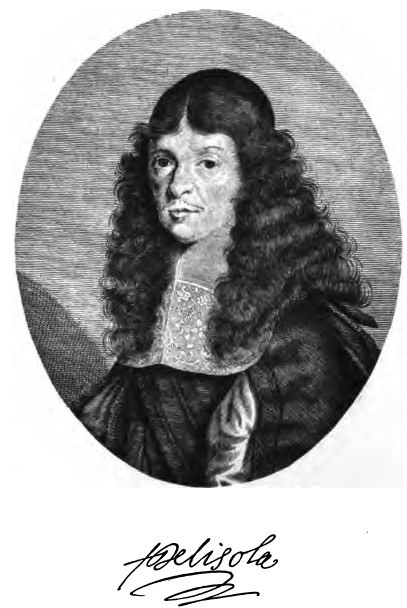
Franz Paul Lisola,
Kupferstich von Johann Jakob Schollenberger, Nürnberg um 1670

## Leben
Franz Paul Lisola stammte aus einer ursprünglich italienischen Familie, die sich später in Lyon ansiedelte. Er studierte Rechtswissenschaften in Dole und schloss das Studium mit dem Doktorgrad ab. Danach arbeitete er als Anwalt in Besançon. 1638 wurde er in die Notablenversammlung der Stadt gewählt. Er stand an der Spitze einer Bewegung, die gegen die Wiederherstellung der Festungswerke angesichts einer Bedrohung durch französische Truppen opponierte. Als die Stadtregierung ihn von den Sitzungen ausschließen ließ, vertrat Lisola seinen Protest persönlich in Wien und erregte dadurch die Aufmerksamkeit Kaiser Ferdinands III., der ihn in seine Dienst nahm.
Er erwarb die Gunst des einflussreichen Maximilian von und zu Trauttmansdorff. Auf dessen Betreiben hin, wurde er zum kaiserlichen Gesandten in London ernannt. Dort bemühte er sich um eine Annäherung in politischen Fragen, konnte sich aber gegen die französischen Gesandten nicht durchsetzen. Zwischen 1641 und 1645 war er erneut in London. Dort bemühte er sich um den Ausgleich mit Karl Ludwig von der Pfalz, Sohn des vertriebenen Kurfürsten Friedrich V. von der Pfalz. Auch hat er sich französischer Emigranten angenommen, die in Opposition zum französischen König und den leitenden Ministern Richelieu und Mazarin standen. Wie schon die erste Mission war auch diese wenig erfolgreich.
Nur vorübergehend war er 1646 an den Friedensverhandlungen in Münster beteiligt. Er wurde wieder abgezogen, da seine grundsätzlich antifranzösische Haltung der Suche nach Ausgleich entgegenstand. Er vertrat nach dem Tod Władysław IV. Wasa die Interessen des Kaisers in Polen. Als in Frankreich die Fronde sich zwischen 1648 und 1653 gegen die Regierung von Mazarin wandte, versuchte er vom Elsass aus ein Bündnis gegen diesen zusammenzubringen. Dies scheiterte, weil es an der spanischen Unterstützung fehlte.
Während des polnisch-schwedischen Krieges von 1655 bis 1660 brachte er ein Bündnis zwischen Leopold I. und dem Kurfürsten von Brandenburg Friedrich Wilhelm zu Stande. Außerdem erreichte er von Polen die Anerkennung der souveränen Herrschaft Brandenburgs über das Herzogtum Preußen. Auch die Kaiserwahl von Leopold I. wurde durch diese Tätigkeit stark gefördert. Ebenso gehen die für Habsburg recht günstigen Bedingungen des Friedens von Oliva im Jahr 1660 stark auf Lisola zurück. Als die polnische Thronfolge 1662 erneut anstand, war er erneut kaiserlicher Gesandter in Polen, um sich danach in Berlin um gute Beziehungen zum kurfürstlichen Hof zu bemühen.
In den Jahren 1665/66 war er Gesandter in Madrid. Ihm gelang es die innerfamiliären Konflikte zwischen den österreichischen und spanischen Habsburgern zu entschärfen. Ausdruck dessen war der Ehevertrag zwischen Leopold I. und Margarita Theresa von Spanien. Damit eröffnete sich für die österreichischen Habsburger die Aussicht auf das Erbe der spanischen Krone.
Im Gegensatz zu führenden Ministern wie Johann Weikhard von Auersperg, die auf eine Verständigung mit Frankreich setzten, plädierte Lisola für ein europäisches Bündnis gegen den Expansionsdrang von Ludwig XIV. Diese Position vertrat er auch in mehreren Schriften und Flugschriften. Insbesondere mit diesen und seiner Warnung vor einer französischen Universalmonarchie nahm er erheblichen Einfluss auf die Entwicklung der politischen Meinung im Reich und in Europa. Hatte bislang der Kaiser als potentieller Friedensbrecher gegolten, erschien nunmehr Frankreich als Störer des Friedens von 1648.
In den Jahren 1672 und 1673 war er kaiserlicher Gesandter bei den niederländischen Generalstaaten. Auf ihn geht der holländisch-österreichische Allianzvertrag von 1673 zurück. Dieser stand am Beginn des aktiven Engagements von Leopold I. gegen Frankreich im Holländischen Krieg. Auf Lisola geht auch die Gefangennahme von Wilhelm Egon von Fürstenberg zurück, der als leitender Minister Kurkölns auf Seiten Frankreichs stand. Eine Folge war die Schwächung der kurfürstlichen Opposition gegen den Kaiser. Sein Grab befindet sich in der Schottenkirche (Wien).

## Werke
- Franz Paul von Lisola: Die Berichte des kaiserlichen Gesandten Franz von Lisola aus den Jahren 1655–1660 (hrsgb. von A. F. Pribram, Archiv für österreichische Geschichte, Band 70) Wien 1887.
- Le Bouclier d'estat et de justice, contre le dessein manifestement découvert de la Monarchie Universelle, sous le vain prétexte des prétentions de la reyne de France. 1667.
- Le Politique du temps ou le conseil Fidelle sur les Mouvemens de la France. Tiré des événemens passez pour servir d'instruction à la Triple Ligue. Charleville, 1671.
- Traité politique sur les mouvemens présens de l'Angleterre, contre ses interests, et ses maximes fondamentales'. Ville-Franche, 1671.
- Lettres et autres pièces curieuses sur les affaires du temps. Amsterdam 1672.
- La Sauce au verjus. Strasbourg 1674.
- La politique du temps, avec les remarques nécessaires... sur l'état présent de la chrétienté. La Haye, 1674.
- Requeste de Monsieur le baron de Lisola. Présentée à l'Empereur le 4. octobre 1674
- Détention de Guillaume, prince de Furstenberg, nécessaire pour maintenir l'autorité de l'Empereur, la tranquillité de l'Empire et pour procurer une paix juste, utile et nécessair. 1675.
- Entretiens sur les affaires du temps. Strasbourg 1677.